# Rio Cioclovina
O Rio Cioclovina é um rio da Romênia, afluente do Tismana, localizado no distrito de Gorj.